# Frederick Batten

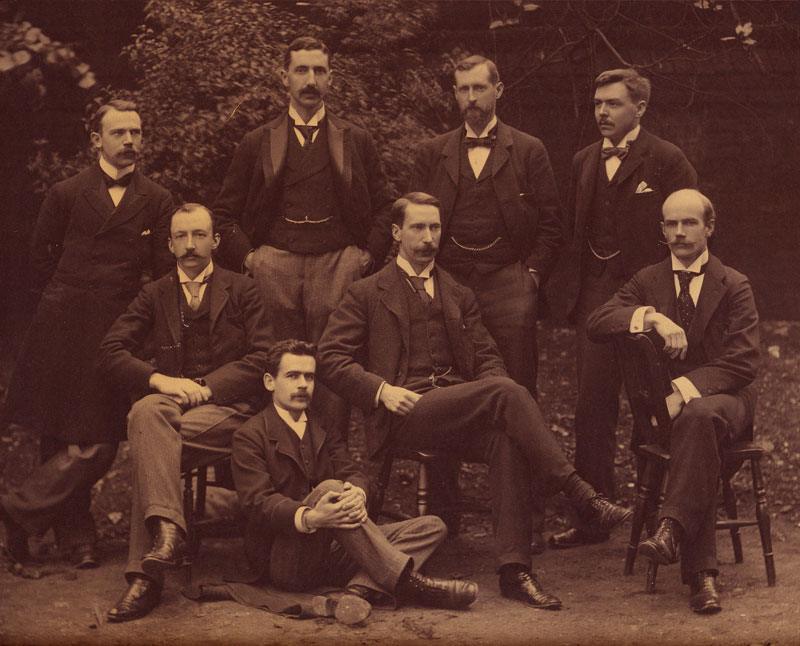
Batten jako lekarz w Hospital for Sick Children, siedzi pierwszy z lewej

Frederick Eustace Batten (ur. 29 września 1865 w Plymouth, zm. 27 lipca 1918) – angielski neurolog i pediatra, jeden z pionierów neurologii dziecięcej, autor ponad 100 prac.

## Życiorys
Syn prawnika J. W. Battena. Miał młodszego brata Raynera J. Battena, później także lekarza. Uczęszczał do Westminster School i Trinity College w Cambridge, następnie studiował medycynę w St Bartholomew’s Hospital w Londynie, w 1891 ukończył studia. Następnie pracował jako patolog w Hospital for Sick Children i jako lekarz w National Hospital. W 1895 otrzymał tytuł doktora nauk medycznych, w 1901 został członkiem Royal College of Physicians.
Zmarł w wieku 53 lat z powodu krwotoku pooperacyjnego (po prostatektomii lub, według innych źródeł, apendektomii).

## Dorobek naukowy
Batten zajmował się przede wszystkim schorzeniami neurologicznymi u dzieci. Przedstawił jedne z pierwszych opisów dystrofii miotonicznej (niekiedy określanej jako zespół Curschmanna-Battena-Steinerta), choroby Kufsa, i choroby Spielmeyera-Vogta-Sjögrena (określanej też jako choroba Battena).

## Prace
- Case of myopathy - exhibiting slow relaxation of muscles after muscular action. Brain 29, s. 414 (1906)
- Two cases of myotonia atrophica, showing a peculiar distribution of muscular atrophy. Proceedings of the Royal Society of Medicine, Neurol Section 32 (1908)
- Gibb HP, Batten FE. Myotonia atrophica. Brain 32, ss. 187-205 (1909)
- Diseases of Children (z Archibaldem Garrodem i Hugh Thursfieldem, 1913)
- Acute poliomyelitis. London, 1916
- Risien JS, Batten FE, Collier JS. Subacute combined degeneration of the spinal cord. Brain 23, ss. 39-110 (1900)